# 井上政清
井上 政清（いのうえ まさきよ）は、下総国高岡藩の第2代藩主。
寛永5年（1628年）、初代藩主・井上政重の長男・井上政次の長男として生まれる。父が慶安3年（1650年）8月に早世したため、祖父・政重から世子に指名され、万治3年（1660年）7月9日に政重の隠居にともない家督を継いだ。このとき、弟の政則に1000石、政明に500石を分与したため、高岡藩は1万3000石から1万1500石となった。
寛文元年（1661年）12月18日、従五位下、筑後守に叙位・任官する。寛文3年（1663年）7月10日から寛文4年（1664年）にかけて近江水口城在番を務めた。寛文8年（1668年）6月、大坂加番に任じられる。延宝2年（1674年）8月には駿府城加番に任じられて任地に赴くが、翌年の5月28日に駿府にて死去した。享年48。
正清の長男の内記は早世したため、弟で旗本であった正則の養子となっていた正清次男の政蔽が家に戻されて跡を継いだ。
三男の政式は政蔽の相続時に1500石分与され旗本となっていたが、その次男の井上正敦は常陸下妻藩主（家祖政重の兄正就の系統）の井上正長の養子となってその跡を継いだ。

## 系譜
父母
- 井上政次（父）
- 井上正友の娘（母）

子女
- 井上内記（長男）
- 井上政蔽（次男）
- 井上政式（三男）
- 坪内定重正室
- 野々山元易室